# Banda de 40m
La banda de 40m es una banda de radioaficionados que está abierta prácticamente las 24 horas del día aunque con distinta propagación.

## Uso

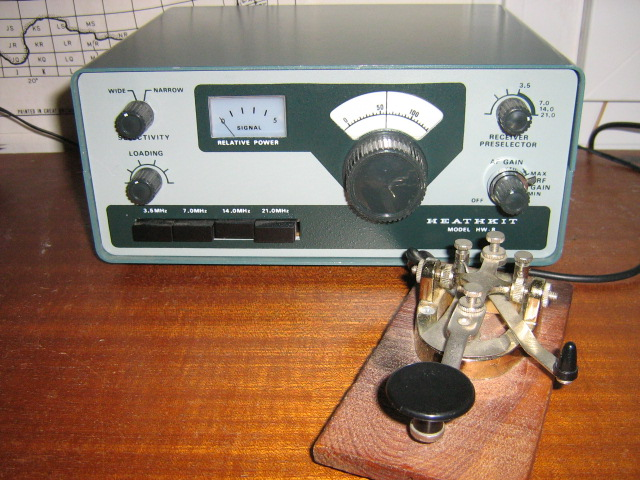
Transceptor HEATHKIT HW8

La banda de 40m se usa para establecer contactos de todos los rangos de distancia: regional, nacional, e intercontinental.
Fue afectada a los radioaficionados en 1926. En esa época, las bandas comerciales más utilizadas estaban en las ondas medias, entre otras razones, por facilidad y economía de construcción de los receptores; las bandas de onda corta no eran percibidas como bandas interesantes.
Es una de las bandas de radioaficionados más importantes, pese a su ancho de banda de 100 a 300 kHz según los países, por varias razones.
- En primer lugar, es una banda de gran alcance, y que tiene una buena propagación incluso en los períodos más desfavorables del ciclo solar.
  - Eso hace que frecuentemente esté congestionada, sobre todo durante la noche.
  - Por esa misma razón, es una banda sumamente utilizada durante los concursos de radioaficionados, lo que agrava la congestión.
- En segundo lugar, la frecuencia permite a los radioaficionados construir equipos sin grandes dificultades técnicas, sobre todo, de estabilidad de osciladores.

## Antenas

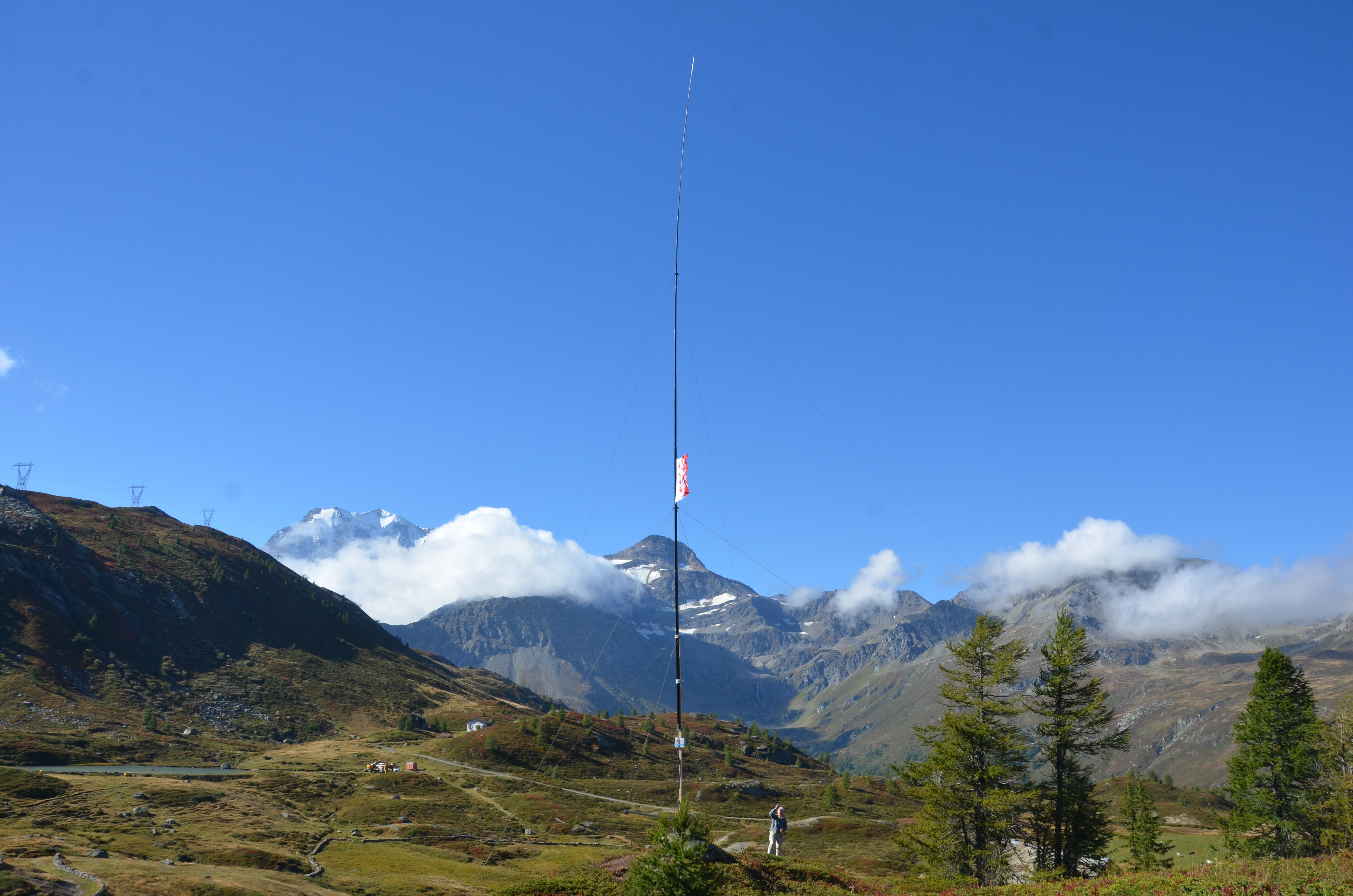
Antena vertical para la banda de 40 metros

El tamaño de las antenas suele ser una dificultad práctica encontrada por los radioaficionados en ciudad. En efecto, un dipolo para esta banda mide unos 20 metros, o sea, el largo de dos autobuses uno detrás de otro. Quienes por esta razón no pueden instalar una antena dipolo o una antena Yagi, utilizan antenas verticales, antenas dipolo acortadas eléctricamente, antenas sloper, o bien antenas en V invertida.
Algunos aficionados han desarrollado antenas de cuadro o loop magnético, que si bien es ideal para cuando haya restricción de espacio y/o altura, presenta el problema de tener un alto factor de selectividad por lo que requiere un ajuste preciso, que debe revisarse si se quiere cambiar de frecuencia de emisión.

## Propagación
A diferencia de la banda de 80m, sufre menos absorción por parte de la capa D, y está abierta prácticamente las 24 horas del día con distintos modos de propagación:
- Durante el día, los contactos a nivel nacional o regional son confortables y agradables gracias a la propagación por reflexión en la capa E. La única precaución consiste en utilizar ángulos de elevación más cercanos a la vertical, ya para ángulos más bajos las ondas son absorbidas porque atraviesan la capa D durante un trayecto mayor; esos ángulos elevados explican la limitación del alcance a regional.
- Cuando llega la baja de la ionización al caer la noche, la capa F releva a la capa E, y permite contactos durante la noche, con la ventaja de que el ruido es mucho menor que en las bandas de 80 y 160 metros. La ausencia de capa D permite probar ángulos más rasantes, y por lo tanto, obtener contactos más lejanos, incluso intercontinentales.

## Ancho de banda

### Región 1
En la Región 1: de 7,000 a 7,200 MHz.
La mayoría de los países solo permite de 7,000 a 7,100 MHz. Progresivamente, las administraciones nacionales de la región (Bélgica y Suiza ya lo han hecho) están autorizando a sus radioaficionados a operar también de 7,100 a 7,200 MHz con estatus secundario a medida que las emisoras de radiodifusión en onda corta van cesando sus transmisiones.
En 2009 la banda de 7,100 a 7,200 MHz quedó afectada a los radioaficionados con estatus primario, o sea, exclusivo.

### Región 2
En la Región 2: de 7,000 a 7,300 MHz.
En Estados Unidos, el ancho de banda depende del nivel de la licencia del radioaficionado.

### Región 3
En la Región 3: de 7,000 a 7,300 MHz.